# Москардон
Москардон (ісп. Moscardón) — муніципалітет в Іспанії, у складі автономної спільноти Арагон, у провінції Теруель. Населення — 71 особа (2010).
Муніципалітет розташований на відстані близько 180 км на схід від Мадрида, 36 км на захід від міста Теруель.

## Демографія
Динаміка населення (INE ):

## Галерея зображень

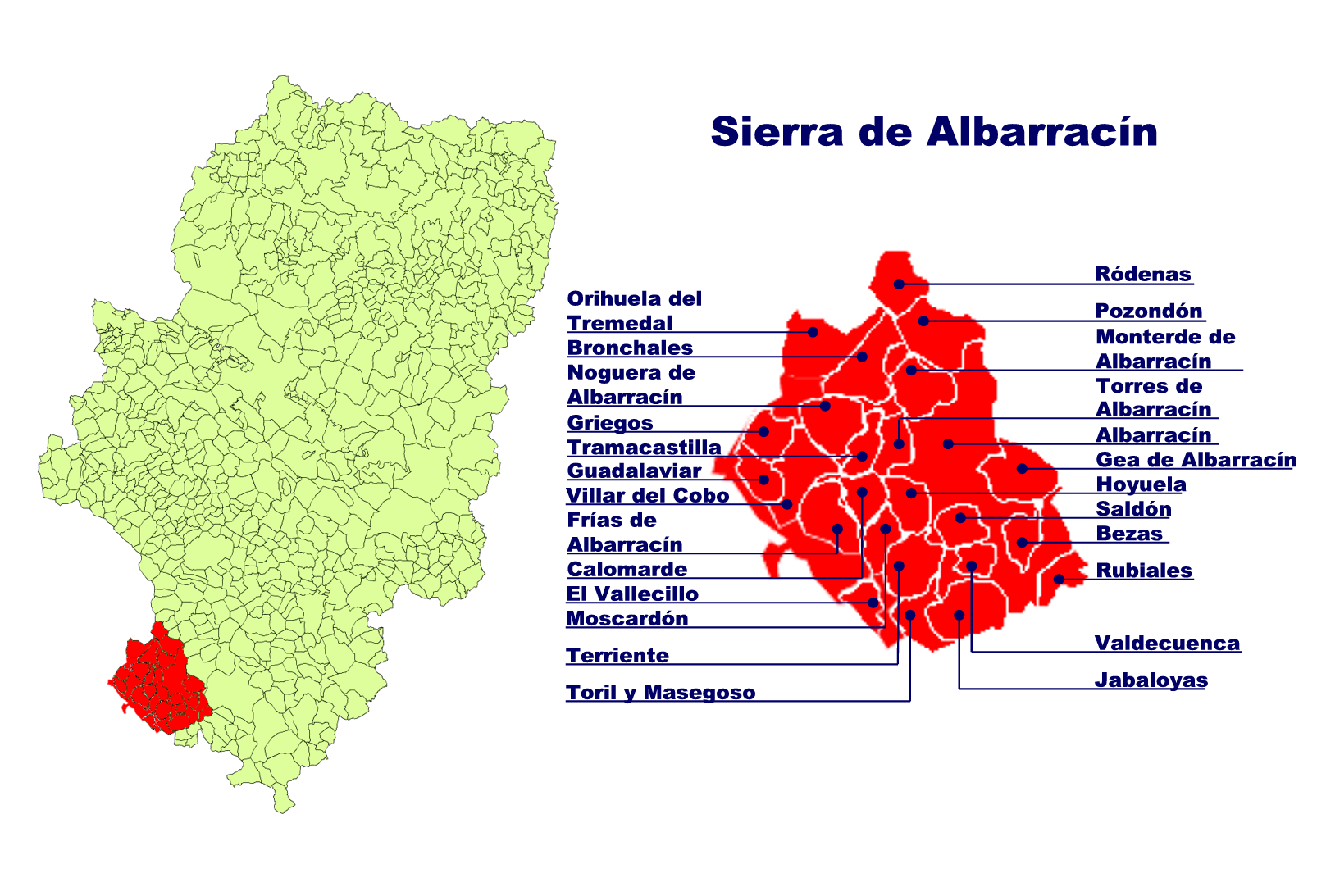
Москардон у комарці Сьєрра-де-Альбаррасін